# Pīshgūn
Pīshgūn (persiska: پيشگون) är en ort i Iran.   Den ligger i provinsen Mazandaran, i den norra delen av landet, 120 km nordost om huvudstaden Teheran. Pīshgūn ligger 26 meter över havet och antalet invånare är 256.
Terrängen runt Pīshgūn är platt. Runt Pīshgūn är det ganska tätbefolkat, med 149 invånare per kvadratkilometer. Närmaste större samhälle är Āmol, 7,7 km sydost om Pīshgūn. Trakten runt Pīshgūn består till största delen av jordbruksmark.